# Sesato setosa
Sesato setosa is een spinnensoort in de taxonomische indeling van de kogelspinnen (Theridiidae).
Het dier behoort tot het geslacht Sesato. De wetenschappelijke naam van de soort werd voor het eerst geldig gepubliceerd in 2006 door Michael Ilmari Saaristo.